# Красный мост (Кутаиси)
Красный мост (груз. წითელი ხიდი) — автодорожный металлический ферменный мост через реку Риони в Кутаиси, Грузия. Построен в 1860—1862 годах, первый железный мост на Кавказе. Имеет статус памятника культурного наследия.

## Расположение
Мост соединяет улицу Табидзе с улицей Палиашвили. У дороги между проспектом Руставели и Красным мостом установлен памятник Галактиону Табидзе со снисходящей на него музой. С моста открывается вид на деревянные дома на берегу реки.
Выше по течению находится Цепной мост, ниже — мост Руставели.

## История
В 1859 году капитаном Статковским был составлен проект однопролётного металлического арочного моста. Однако, несмотря на то что проект был одобрен, к строительству был принят другой проект — однопролётного металлического ферменного моста. Изготовление металлических частей моста было заказано парижскому торговому дому Кайля и комп. Строительство началось в июне 1860 года, открытие движения по мосту состоялось 15 (27) мая 1862 года.
В 2011 году выполнен ремонт моста.